# 2022年5月天津市2019冠状病毒病聚集性疫情
2022年5月天津市2019冠状病毒病聚集性疫情是指2022年5月中旬起在中华人民共和国天津市爆发的2019冠状病毒病本土聚集性疫情。2022年5月15日，天津市新增4例本土无症状感染者。后经过天津市疾控中心对有关病例标本病毒全基因组序列分析，病毒属于奥密克戎变异株。
经过连续多日落实防疫措施，5月29日，天津实现社会面清零。6月7日，天津官方通报称，最新的全员核酸检测结果显示社会面和管控人员均为“零新增”。本轮疫情累计报告160例确诊病例，206例无症状感染者。

## 溯源调查
5月16日的官方通报认为，本轮疫情的病毒毒株与近期天津市本土病例及外省市输入的本土病例序列均不同源。流行病学调查显示，东丽区、北辰区部分病例存在东丽区金钟街格呈冷库务工史，初步考虑本轮疫情与污染的进口冷链食品有关。

## 感染者数据
天津市每日新增确诊者
  天津市每日新增无症状感染者

## 应对措施

### 天津市

#### 核酸检测
为筛查潜在感染者，天津市对密切接触者等相关人员进行了多次核酸检测，例如5月21日、25日先后进行了两次全市全员核酸检测。

#### 分区防疫
为防止疫情扩散，天津市沿用中国内地的分区防疫策略，划定多个封控区、管控区、防范区。
| 地区\划分                        | 地区\划分 | 封控区                                         | 管控区                                                                       | 防范区                 | 防范区                                                                       |
| -------------------------------- | --------- | ---------------------------------------------- | ---------------------------------------------------------------------------- | ---------------------- | ---------------------------------------------------------------------------- |
| 东丽区                           | 东丽区    | 金钟街格呈冷库                                 | 金钟街五金城（除封控区外）                                                   |                        |                                                                              |
| 东丽区                           | 东丽区    | 金钟街南孙庄老村台                             | 金钟街五金城（除封控区外）                                                   |                        |                                                                              |
| 东丽区                           | 东丽区    | 军粮城街辰瑞冷库                               | 金钟街五金城（除封控区外）                                                   |                        |                                                                              |
| 东丽区                           | 东丽区    | 金钟街五金城B区14号楼                          | 金钟街新市镇德锦里小区（除封控区外）                                         |                        |                                                                              |
| 东丽区                           | 东丽区    | 金钟街新市镇德锦里小区17号楼                   | 金钟街新市镇德锦里小区（除封控区外）                                         |                        |                                                                              |
| 东丽区                           | 东丽区    | 金钟街格呈冷库周边区域                         | 金钟街新市镇德锦里小区（除封控区外）                                         |                        |                                                                              |
| 滨海新区                         | 滨海新区  | 绅湖公馆5号楼                                  |                                                                              |                        |                                                                              |
| 滨海新区                         | 滨海新区  | 天鸿公寓17号楼                                 |                                                                              |                        |                                                                              |
| 河北区                           | 河北区    | 新开河街瑜峰园6号楼                            | 新开河街瑜峰园（除封控区外）                                                 |                        |                                                                              |
| 北辰区                           | 大张庄镇  | 风雅苑6号楼                                    | 风雅苑社区（除6号楼）                                                        | 除封、管控区外其他区域 | 西堤头镇沿京环线南侧 中国石油（不含）到 渤海职业技术学院（不含）之间商铺建筑 |
| 北辰区                           | 大张庄镇  | 风雅苑6号楼                                    | 大张庄村（津围公路以西）                                                     | 除封、管控区外其他区域 | 西堤头镇沿京环线南侧 中国石油（不含）到 渤海职业技术学院（不含）之间商铺建筑 |
| 北辰区                           | 小淀镇    | 景瑞阳光尚城7号楼                              | 景瑞阳光尚城小区（嘉阳花园社区） （除7号楼、20号楼、35号楼、37号楼、39号楼） | 除封、管控区外其他区域 | 西堤头镇沿京环线南侧 中国石油（不含）到 渤海职业技术学院（不含）之间商铺建筑 |
| 北辰区                           | 小淀镇    | 小淀村新城樾风华小区三期10号楼、二期22号楼     | 景瑞阳光尚城小区（嘉阳花园社区） （除7号楼、20号楼、35号楼、37号楼、39号楼） | 除封、管控区外其他区域 | 西堤头镇沿京环线南侧 中国石油（不含）到 渤海职业技术学院（不含）之间商铺建筑 |
| 北辰区                           | 小淀镇    | 小淀村津围公路以西大平房片区和小二楼区域       | 景瑞阳光尚城小区（嘉阳花园社区） （除7号楼、20号楼、35号楼、37号楼、39号楼） | 除封、管控区外其他区域 | 西堤头镇沿京环线南侧 中国石油（不含）到 渤海职业技术学院（不含）之间商铺建筑 |
| 北辰区                           | 小淀镇    | 小淀村云鼎花园9号楼                            | 景瑞阳光尚城小区（嘉阳花园社区） （除7号楼、20号楼、35号楼、37号楼、39号楼） | 除封、管控区外其他区域 | 西堤头镇沿京环线南侧 中国石油（不含）到 渤海职业技术学院（不含）之间商铺建筑 |
| 北辰区                           | 小淀镇    | 景瑞阳光尚城（嘉阳花园社区）20、35、37、39号楼 | 景瑞阳光尚城小区（嘉阳花园社区） （除7号楼、20号楼、35号楼、37号楼、39号楼） | 除封、管控区外其他区域 | 西堤头镇沿京环线南侧 中国石油（不含）到 渤海职业技术学院（不含）之间商铺建筑 |
| 北辰区                           | 小淀镇    | 小淀村                                         | 景瑞阳光尚城小区（嘉阳花园社区） （除7号楼、20号楼、35号楼、37号楼、39号楼） | 除封、管控区外其他区域 | 西堤头镇沿京环线南侧 中国石油（不含）到 渤海职业技术学院（不含）之间商铺建筑 |
| 北辰区                           | 小淀镇    | 刘安庄村                                       | 景瑞阳光尚城小区（嘉阳花园社区） （除7号楼、20号楼、35号楼、37号楼、39号楼） | 除封、管控区外其他区域 | 西堤头镇沿京环线南侧 中国石油（不含）到 渤海职业技术学院（不含）之间商铺建筑 |
| 北辰区                           | 宜兴埠镇  | 七街华鑫公寓A、B、C、D座                       | 欧铂城社区（除12号楼）                                                       |                        | 西堤头镇沿京环线南侧 中国石油（不含）到 渤海职业技术学院（不含）之间商铺建筑 |
| 北辰区                           | 宜兴埠镇  | 欧铂城社区12号楼                               | 欧铂城社区（除12号楼）                                                       |                        | 西堤头镇沿京环线南侧 中国石油（不含）到 渤海职业技术学院（不含）之间商铺建筑 |
| 北辰区                           | 双街镇    | 城际美景15号楼                                 | 城际美景小区（除15号楼）                                                     |                        | 西堤头镇沿京环线南侧 中国石油（不含）到 渤海职业技术学院（不含）之间商铺建筑 |
| 河东区                           | 东新街道  | 环秀东里15号楼3门                              | 环秀东里15号楼（3门除外）、16号楼                                            | 环秀东里               | 环秀东里                                                                     |
| - 此外，北辰区全区参照防范区管理 |           |                                                |                                                                              |                        |                                                                              |

## 相关争议
5月26日晚，数百名天津大学的学生聚集在校内北洋广场举行抗议。学生们高呼打倒形式主义、打倒官僚主义等口号，要求校领导出面对话，回应有关学习课程与考试时间等多项诉求。据学生在网上发消息称，该校已被当局围封数月，学生很难外出活动。